# Cogomina bru vermellosa
La cogomina bru vermellosa(Lepiota brunnoincarnata), també anomenada palometa metzinosa, és una cogomina del gènere Lepiota. Es pot confondre amb bolets comestibles com el fredolic, l'apagallums o cogomella, els xampinyons, la gírgola de panical, els cama-secs i en general amb qualsevol bolet de mida petita amb làmines. Es caracteritza per l'ornamentació amb esquames bru vermelloses del barret i de part de la cama, sota l'anell.

## Taxonomia
L'espècie va ser descrita pels botànics suïssos Robert Hippolyte Chodat i Charles-Édouard Martin el 1889, que van observar que creixia als vorals de les carreteres a Ginebra (Suïssa). Les anàlisis filogenètiques indiquen que està estretament relacionada amb altres espècies que contenen amatoxines com Lepiota subincarnata.

## Descripció
Bolet relativament carnós, però més aviat menut; barret de 2-5 cm de diàmetre; d'hemisfèric en el jove, a convex i finalment estès o lleugerament umbonat; superfície bru vermellosa en el jove, sovint amb tons vinacis o porpres, en madurar es trenca concèntricament i des del marge en esquames que deixen entreveure el color blanquinós de la carn, sol mantenir-se en el disc central;  marge involut i apendiculat.
Làmines blanquinoses; lliures; mitjanament espaiades.
Cama d'altura similar al diàmetre del barret, de 5-9 mm de secció; cilíndrica; blanquinosa sota les làmines, amb franges d'esquames bru vinoses, del color del barret, en ziga-zaga, que s'ajunta en una zona anular fibril·losa, no persistent, però sense veritable anell; vinosa al frec.
Carn de blanca a rosada, vinosa al frec; fràgil; d'olor afruitada.
Espores 7-10 x 4-5 μm; d'oblongues a amigdaliformes; blanques en massa, esdevenen bru vermelloses amb el reactiu de Melzer (dextrinoides).

## Hàbitat
De finals d'estiu a la tardor; en boscos de planifolis, pot créixer en prats, marges de camins, jardins i parcs urbans.

## Distribució geogràfica
Citada de localitats càlides d'Europa, més aviat meridionals. També de Turquia, Israel, Pakistan, Iran, l'est de la Xina i puntualment a la resta de continents. A Catalunya, País Valencià, Mallorca i Menorca en localitats de la terra baixa al litoral.

## Espècies semblants
És propera a la cogomina bru vinosa (Lepiota fuscovinacea) però aquesta darrera té la superfície de la cama finament cotonosa i la longitud és gairebé dues vegades el diàmetre del barret. Altres cogomines tenen anell evident o són menors.
S'ha confós, amb resultats nefastos, amb el cama-sec (Marasmius oreades), pel seu aspecte i créixer en ambients similars; en temporades plujoses, que faciliten un creixement esponerós, amb el fredolic (Tricholoma terreum).

## Comestibilitat
Conté amatoxines i consumir-la és potencialment letal. El seu consum ha estat documentat com perjudicial causant una intoxicació alimentària severa, similar a la causada per la cogoma verda (Amanita phalloides). Cursa amb diarrea, vòmit, marejos, hipotèrmia, calfreds, gust metàl·lic, pèrdua parcial de l'oïda i la visió, símptomes que poden aparèixer entre les 9 i 14 hores després de la seva ingestió. La presència d'alfa amanitina en L. brunneoincarnata pot danyar severament el fetge cosa que pot desembocar en la mort per insuficiència hepàtica si no es rep un tractament mèdic adequat.